# Chassalia
Chassalia é um género botânico pertencente à família Rubiaceae.